# Логинов, Владимир Евгеньевич
Владимир Евгеньевич Логинов (род. 5 января 1974, Уральск) — казахстанский футболист, нападающий, выступавший за сборную Казахстана.

## Клубная карьера
Воспитанник уральской ДЮСШ № 4, первый тренер — Павел Тихонович Толстой.
Профессиональную карьеру начал в 1992 году в «Уралеце», за который провёл 3 сезона. В 1995 году перешёл в «Кайсар», в составе которого привлекался в сборную. С 2002 по 2005 года выступал в «Актобе-Ленто», в 2006 году, играл за павлодарский «Энергетик». Карьеру завершил в 2007 году в родном клубе «Акжайык», игравшем в первой лиге.

## Карьера за сборную
Дебют за сборную Казахстана состоялся 5 июля 1996 года в матче Квалификации на Кубок Азии 1996 против сборной Катара. Последним был товарищеский матч 14 ноября 2001 года против Эстонии. Всего за сборную Логинов провёл 23 матча и забил 3 гола.

### Голы за сборную
| # | Дата         | Место               | Соперник | Счёт | Результат | Турнир                  |
| - | ------------ | ------------------- | -------- | ---- | --------- | ----------------------- |
| 1 | 6 июня 1997  | Аль-Шааб, Багдад    | Ирак     | 2-1  | 2-1       | Квалификация на ЧМ 1998 |
| 2 | 11 июня 1997 | Рэйлэй, Лахор       | Пакистан | 3-0  | 7-0       | Квалификация на ЧМ 1998 |
| 3 | 29 июня 1997 | Центральный, Алматы | Ирак     | 2-1  | 3-1       | Квалификация на ЧМ 1998 |